# Христофиас, Димитрис
Дими́трис Христо́фиас (греч. Δημήτρης Χριστόφιας; 29 августа 1946 — 21 июня 2019) — кипрский политик, 6-й президент Кипра (2008—2013).

## Биография
Родился в 1946 году в деревне Дикомо, расположенной в северной части острова. С ранней юности участвовал в молодёжном движении Прогрессивной партии трудового народа Кипра (АКЕЛ).
В юности работал во время летних каникул, и, таким образом, начиная с раннего возраста, познакомился с трудностями. В возрасте 14 лет вступил во Всегреческую единую организацию учащихся средних школ (ПЕОМ). В 1964 году стал членом Прогрессивной партии трудового народа Кипра (АКЕЛ), Всекипрской федерации труда (ПЕО) и Единой демократической организации молодёжи (ЭДОН). В 1969 году на пятом съезде ЭДОН был избран членом Центрального Совета организации.
В 1969—1974 годах учился в Москве, окончил Институт общественных наук при ЦК КПСС и защитил в нём кандидатскую диссертацию по истории. С конца 1960-х годов сделал карьеру в партии АКЕЛ, в 1988 году возглавил партию после смерти своего предшественника и учителя Эзекиаса Папаиоанну.
7 июня 2001 года был избран председателем Палаты представителей Кипра. Он был переизбран на новый срок в качестве председателя парламента в 2006 году.

## Президент
24 февраля 2008 года Христофиас был избран новым президентом Кипра от Прогрессивной партии трудового народа Кипра (АКЭЛ) при поддержке Движения за социал-демократию. Он набрал свыше 53,4 % голосов избирателей, победив своего соперника по второму туру выборов, бывшего министра иностранных дел Иоанниса Косулидиса. Среди основных тезисов его программы — возобновление диалога с турками-киприотами и урегулирование кипрской проблемы. Является первым кандидатом от Прогрессивной партии трудового народа Кипра (АКЭЛ) (коммунистического направления), занявшим должность президента Кипра.
На следующий день после своего избрания выступил перед своими сторонниками в Никосии и пообещал объединить остров, де-факто разделённый в настоящее время на греческую и турецкую части:
Завтра начинается новый день. Много сложностей нас ждёт впереди. Мы объединим свои силы и будем работать вместе для того, чтобы добиться воссоединения нашей родины.
В своей речи, транслировавшейся по кипрским телеканалам, он также сказал, что «У нас одна идеология — Кипр и его спасение и более справедливое общество». Завершил он свою речь словами:
Да здравствует единство Кипра, да здравствует непокорённый кипрский народ!
28 февраля 2008 года состоялась инаугурация новоизбранного президента. Торжественная церемония инаугурации прошла во время специального заседания депутатов Палаты представителей (парламента) в Никосии. Выступая с программной речью, он заявил о том, что решение кипрской проблемы станет главным приоритетом правительства:
Решение должно объединить территорию, людей, институты и экономику нашей страны в рамках двухзональной, двухобщинной федерации. Урегулирование должно основываться на резолюциях ООН по Кипру и соответствовать международному законодательству и законам ЕС.
Выступал за нейтралитет Кипра во внешней политике и против вхождения страны в НАТО.

### Переговоры по объединению острова
21 марта состоялась первая официальная встреча между Д. Христофиасом и президентом турецкой общины Кипра Мехметом Али Талатом. Главы общин договорились о возобновлении процесса переговоров по мирному урегулированию на острове, созданию экспертных групп для проработки деталей нового соглашения для решения кипрского вопроса, а также об открытии КПП на межобщинной границе в центре Никосии.

### Дальнейшая судьба
В мае 2012 года заявил, что не будет баллотироваться на второй срок, став первым действующим президентом Кипра, который не намерен добиваться переизбрания.
В октябре 2014 года на встрече в Москве с премьер-министром Крыма С. В. Аксёновым заявил, что признаёт факт присоединения Крыма к России.

## Награды
- Большой крест ордена Спасителя (Греция, 2008).
- Большая лента Ордена Республики Сербии (Сербия, 2013).
- Большой крест I степени почётного знака «За заслуги перед Австрийской Республикой» (Австрия)
- Золотой орден «За заслуги»[словен.] (Словения, 2006).
- Кавалер Большого Креста ордена Пия IX (Ватикан, 2010).
- Цепь ордена Заслуг pro Merito Melitensi (Мальтийский орден, 25 октября 2012 года).
- Орден Хосе Марти (Куба, 28 сентября 2009 года).
- Орден Омейядов 1 класса (Сирия, 4 ноября 2010 года).
- Кавалер Большой ленты Национального ордена Кедра (Ливан, 2012).
- Орден Дружбы (Россия, 30 августа 2010 года) — за большой личный вклад в развитие всесторонних российско-кипрских связей[14]
- Медаль Пушкина (Россия, 6 декабря 2007 года) — за большой вклад в распространение, изучение русского языка и сохранение культурного наследия, в сближение и взаимообогащение культур наций и народностей[15]
- Орден князя Ярослава Мудрого I степени (Украина, 4 июля 2011 года) — за выдающийся личный вклад в развитие украинско-кипрских межгосударственных отношений[16]
- Золотая медаль Парламента Греции (2008)[17]
- Почётный доктор Отделения международных и европейских экономических и политических исследований Македонского университета (2004 год)[18]
- Почётный доктор МГИМО (2008)

## Личная жизнь
Свободно говорил по-русски. Был женат на Элзи Хирату-Христофиа, с которой познакомился во время учёбы в Советском Союзе. От этого брака — две дочери и сын.